# Italo Tomassi
Italo Tomassi (Roma, 25 febbraio 1910 – Roma, 27 novembre 1990) è stato un pittore e scenografo italiano.

## Biografia
Rimasto orfano del padre a soli otto anni, entra nell'Istituto romano di San Michele a Ripa Grande, oggi sede del Ministero dei Beni Culturali ma che allora era un orfanotrofio-ospizio apostolico, nonché Istituto d'arti e mestieri.
Gli insegnanti si accorgono subito del suo talento e quindi lo indirizzano verso lo studio dell'arte pittorica. I suoi docenti furono: Quirino Angeletti, Oreste Amiconi, Silvio Galimberti, Rodolfo Villani ed Enrico Ortolani, dai quali apprese decorazione, architettura, prospettiva, pittura ed affresco.
Uscito dal collegio, verso i 21 anni diventa il collaboratore preferito dello zio, Giulio Sordoni, decoratore apprezzato nella Capitale. Esegue affreschi, finti arazzi, finti marmi, dorature e patinature con ottimi risultati. Collabora anche alla realizzazione del finto arazzo che, in quegli anni, viene esposto in occasione delle cerimonie di beatificazione in piazza San Pietro.
Nel 1935, esegue qualche lavoro a cottimo presso la Cines. È notato per le sue capacità e quindi assunto presso gli stessi stabilimenti cinematografici. Da quell'anno opera quasi esclusivamente nel settore in qualità di “pittore scenografo”.
Quando la CINES viene distrutta da un incendio comincia a lavorare, sotto la guida dell'architetto Gino Peressutti che lo aveva preso come aiuto, alla realizzazione ed alla progettazione di Cinecittà attraverso la stesura dei disegni architettonici.
Il 28 aprile 1937 Cinecittà apre le sue porte, Italo Tomassi è presente e vi resterà a lavorare fino al 1985.
Durante la sua carriera dipinge fondali e scene per circa 350 film. 
Lavora per i maggiori registi italiani e stranieri quali Federico Fellini, Franco Zeffirelli, Luchino Visconti, Pier Paolo Pasolini, Alessandro Blasetti, René Clair, Zinneman, Roman Polański, Stanley Kramer, Herbier, Leone e produzioni straniere di prestigio come la Metro-Goldwyn-Mayer (MGM), la Paramount e la UFA.
Nel 1961, durante una serata di gala al celebre locale di Roma “Brigadoon”, viene premiato dal Consorzio della Stampa Cinematografica con la medaglia d'argento “Una vita per il Cinema”.
Parallelamente alla sua attività cinematografica, realizza dipinti negli stili più disparati, utilizzando con grande competenza varie tecniche pittoriche.
Si presenta al pubblico con mostre personali a Roma (Galleria Fontanella), a Napoli (Galleria Mansarda), a Pontedera (Galleria Colliva) ed a varie collettive, riscuotendo sempre lusinghieri apprezzamenti da parte della critica e del pubblico.
Nel 1978 vince il premio “Salvator Rosa” per la pittura.
Per la sua grande preparazione nelle varie tecniche e nei trucchi cinematografici collegati al suo lavoro, diventa il pittore scenografico preferito di Federico Fellini. Partecipa alla realizzazione della maggior parte dei suoi film e scrive, durante la lavorazione di “E la nave va”, un diario giornaliero degli accadimenti.
Dal 1972 al 1975 si dedica per suo diletto ad un genere di pittura concettuale.
La sua produzione pittorica è imponente.
Nel 1985, terminata la lavorazione del film “Ginger e Fred” di Federico Fellini, decide con rammarico di ritirarsi dalla carriera a causa di problemi di salute.
Nel racconto che ci ha lasciato della sua vita: Italo Tomassi, una vita per il Cinema, esprime il rammarico per non poter accettare l'invito del regista Jean-Jacques Annaud a partecipare alla realizzazione del film “Il nome della rosa”. Ormai la sua carriera è conclusa.
Italo Tomassi muore a Roma il 27 novembre 1990, per un attacco di cuore.

## Filmografia
- Casta Diva, regia di Carmine Gallone - pittore scenografia (1935)
- Casa lontana, regia di Johannes Meyer - pittore (1939)
- La Fornarina, regia di Enrico Guazzoni - pittore scenografia (1944)